# Helmut Dorner (Maler)
Helmut Dorner (* 1952 in Gengenbach) ist ein deutscher Maler.

## Leben und Werk
Helmut Dorner studierte von 1976 bis 1983 an der Kunstakademie Düsseldorf bei Gerhard Richter. 1989 berief man Dorner auf eine Professur an die Staatliche Akademie der Bildenden Künste Karlsruhe.
1992 nahm Dorner an der documenta IX in Kassel teil. 2006 wurde die Retrospektive Helmut Dorner. Malerei 1988–2005 im Kunstmuseum Winterthur, im Quadrat Bottrop und im Saarlandmuseum in Saarbrücken gezeigt. 
Werke von Helmut Dorner gehören zu den Sammlungen des Stedelijk Museum voor Actuele Kunst in Gent, des Zentrums für Kunst und Medien in Karlsruhe, des Musée d’Art Moderne et Contemporain de Strasbourg in Strasbourg, der Kunsthalle Bern und des CaixaForum Barcelona.

## Auszeichnungen (Auswahl)
- 1984 BDI Kunstpreis
- 1985 Stiftung Kunstfonds Bonn
- 1997 Prix  Eliette von Karajan
- 2001 Hans-Thoma-Preis